# عزلة آل مقبل (صعدة)

تعديل مصدري - تعديل

عزلة ال مقبل هي إحدى عزل مديرية كتاف والبقع في محافظة صعدة اليمنية ويبلغ تعداد سكانها 9984 نسمة حسب التعداد السكاني في اليمن لعام 2004.